# Delfinidina
La delfinidina es una antocianidina, uno de los principales pigmentos de las plantas y también un antioxidante. La delfinidina brinda colores azules a las flores, como el caso de las violetas (Viola) y el delfinium (Delphinium). Además provee el color azul-rojo de las uvas de la variedad Cabernet Sauvignon.
La delfinidina, como casi todas las demás antocianidinas, es sensible a la acidez (pH) del medio, y cambia de color desde el azul en medios básicos a rojo en soluciones ácidas. 